# Джеймі Левелінг
Джеймі Левелінг (нім. Jamie Leweling, нар. 26 лютого 2001, Нюрнберг, Німеччина) — німецький футболіст ганського походження, атакувальний півзахисник клубу «Штутгарт».

## Ігрова кар'єра

### Клубна
Джеймі Левелінг народився у місті Нюрнберг і футболом починав займатися в академії місцевого однойменного клуба. У 2017 році він перейшов до клубу «Гройтер Фюрт», де перший час виступав за молодіжну команду. 28 липня 2019 року Левелінг зіграв першу гру на професійному рівні у турнірі Другої Бундесліги. За результатами сезону 2020/21 футболіст допоміг своєму клубу вийти до Бундесліги і 14 серпня у матчі проти «Штутгарта» дебютував у вищому дивізіоні чемпіонату Німеччини.
У травні 2022 року Левелінг підписав контракт з берлінським клубом «Уніон». Відігравши сезон в команді, Левелінг вілправився в тривалу оренду у клуб Бундесліги «Штутгарт».

### Збірна
Маючи ганське коріння, у жовтні 2020 року Джеймі Левелінг отримав виклик до національної збірної Гани на матчі відбору до чемпіонату світу 2022 року. Але на поле того разу так і не вийшов. І з 2021 року футболіст виступав за молодіжну збірну Німеччини.

## Титули і досягнення
- Володар Кубка Німеччини (1):

«Штутгарт»: 2024-25